# Cerurina argentina
Cerurina argentina är en fjärilsart som beskrevs av Schultze 1916. Cerurina argentina ingår i släktet Cerurina och familjen tandspinnare. Inga underarter finns listade i Catalogue of Life.